# Karl Hemfler
Karl Hemfler (* 16. April 1915 in Łódź, Kongresspolen; † 17. April 1995 in Kassel) war ein deutscher Jurist, Verwaltungsbeamter und Politiker (SPD).

## Leben und Beruf
Hemfler wurde als Sohn eines deutschen Kaufmanns geboren. Nach dem Abitur 1934 am Deutschen Gymnasium in Łódź begann er ein Studium der Rechtswissenschaft an der Universität Warschau, das er aber unterbrach, da er zur Wehrmacht eingezogen wurde. Von 1939 bis 1945 nahm er auf deutscher Seite als Soldat am Zweiten Weltkrieg teil.
Nach dem Kriegsende siedelte Hemfler nach Westdeutschland über und ließ sich in Hessen nieder. Hier setzte er sein Studium an der Johann Wolfgang Goethe-Universität in Frankfurt am Main fort, das er 1949 mit dem zweiten juristischen Staatsexamen beendete. Von 1949 bis 1954 war er als Richter am Landgericht Kassel tätig. Anschließend trat er in den kommunalen Verwaltungsdienst ein.

## Partei
Hemfler trat 1951 der SPD bei. Er war zunächst stellvertretender Vorsitzender und wurde 1969 Bundesvorsitzender der Arbeitsgemeinschaft sozialdemokratischer Juristen. Während seiner politischen Karriere setzte er sich unter anderem für die deutsch-polnische Verständigung ein.

## Abgeordneter
Hemfler war von 1970 bis 1978 Mitglied des Hessischen Landtages.

## Öffentliche Ämter
Hemfler war von 1954 bis 1967 in der Kommunalverwaltung der Stadt Kassel tätig, zunächst von 1954 bis 1963 als Stadtrechtsrat und dann von 1963 bis 1967 als Bürgermeister und Kämmerer. Von Januar 1967 bis Februar 1968 amtierte er als Staatssekretär im Justizministerium und von März 1968 bis Oktober 1969 als Staatssekretär im Innenministerium in der von Ministerpräsident Georg-August Zinn geführten Regierung des Landes Hessen. Er war 1966 bis 1968 Mitglied des documenta-Rates zur 4. documenta im Jahr 1968 in Kassel. Hemfler wurde am 23. Oktober 1969 als Staatsminister der Justiz in die von Ministerpräsident Albert Osswald geleitete Landesregierung berufen und setzt sich während seiner Amtszeit insbesondere für die Bekämpfung der Wirtschaftskriminalität ein. Seit dem 16. Dezember 1970 war er zusätzlich Bevollmächtigter des Landes Hessen beim Bund. Am 18. Dezember 1974 schied er aus der Regierung aus und wurde in seinem Ministeramt von Herbert Günther abgelöst.

## Ehrungen
- Karl-Hemfler-Haus in Kassel